# Серболужицький національний комітет (1945—1948)
Серболужицький національний комітет (також серболужицький Земський Національний комітет; луж. Lužiskoserbski Narodny Wuběrk) — організація лужицьких сербів, що існувала з 1945 по 1948 рік.
Заснована лужицькими сербами (що проживали в Празі і були звільнені з концентраційного табору Дахау) в Празі 9 травня 1945 року. Комітет проводив агітацію за вихід серболужицьких земель зі складу Німеччини і приєднання їх до Чехословаччини. З'їзд «домовина», що пройшов 30 листопада 1946, відмовився підкоритися комітету. Для досягнення своїх цілей комітет спільно з «домовиною» у вересні 1945 року заснували Національну раду, яка зайнялася зовнішньополітичними питаннями. Національна рада, маючи на меті повну незалежність Лужиці, направила меморандуми Бенешу, Сталіну і в ООН. У лютому 1948 року комітет саморозпустився.